# Bladensburg (Ohio)
Bladensburg es un lugar designado por el censo ubicado en el condado de Knox en el estado estadounidense de Ohio. En el Censo de 2010 tenía una población de 191 habitantes y una densidad poblacional de 222,13 personas por km².

## Geografía
Bladensburg se encuentra ubicado en las coordenadas 40°17′7″N 82°17′1″O / 40.28528, -82.28361. Según la Oficina del Censo de los Estados Unidos, Bladensburg tiene una superficie total de 0.86 km², de la cual 0.85 km² corresponden a tierra firme y (0.6%) 0.01 km² es agua.

## Demografía
Según el censo de 2010, había 191 personas residiendo en Bladensburg. La densidad de población era de 222,13 hab./km². De los 191 habitantes, Bladensburg estaba compuesto por el 99.48% blancos, el 0% eran afroamericanos, el 0% eran amerindios, el 0% eran asiáticos, el 0% eran isleños del Pacífico, el 0% eran de otras razas y el 0.52% pertenecían a dos o más razas. Del total de la población el 1.05% eran hispanos o latinos de cualquier raza.